# Hispano-Suiza HS.404
El Hispano-Suiza HS.404 fue un cañón automático de 20 mm que fue ampliamente utilizado en los aviones de combate aliados de la Segunda Guerra Mundial.

## Desarrollo
Esta arma estaba basada en el diseño suizo Oerlikon FF S que Hispano-Suiza fabricó bajo licencia como  HS.7 y HS.9. A fines de la década de 1930, el ingeniero Marc Birkigt introdujo una nueva y mejorada versión del HS.9 que incluía un mecanismo de acción modificado, una mejor cadencia de fuego y una mayor velocidad de boca. El resultado fue el Type 404, o HS.404, que fue considerado como uno de los mejores cañones de su tipo. El 404 fue ampliamente utilizado en los diseños franceses de la preguerra, usualmente disparando a través del buje de la hélice del motor Hispano-Suiza 12Y, un sistema que luego fue muy empleado en los diseños del Tercer Reich.
El Hispano fue instalado en un caza británico por primera vez en 1940: el Westland Whirlwind. El 404 fue adoptado por la Real Fuerza Aérea británica y por el Arma Aérea de la Flota en 1941 sufriendo algunas ligeras modificaciones por lo que fue denominado Hispano Mk.II (el modelo original era el Mk. I).

Dos o cuatro Mk. II reemplazaban las ocho ametralladoras Browning de 7,62 mm, que era el armamento estándar de los aviones británicos. Las alas de los Supermarine Spitfire y Hawker Hurricane tuvieron que ser modificadas para acomodar los Mk. II. Para 1943, todos los aviones de caza con ametralladoras Browning estaban siendo modernizados o retirados del servicio, por lo que la RAF se convirtió en una fuerza aérea exclusivamente "cañonera".
La licencia de fabricación también fue vendida a los Estados Unidos y fabricado con la denominación de M1. Es por esto que la USAAC (United States Army Air Force, Fuerza Aérea del Ejército de los Estados Unidos) y la US Navy (Marina de los Estados Unidos) comenzaron a hacer planes para cambiar al calibre 20 mm, por lo que se inició un programa de fabricación en masa del arma y también de las municiones en 1941. Si bien comenzaron a ser entregados los primeros cañones en serie, se descubrió que las armas eran poco confiables y sufrían numerosas fallas. Los británicos estaba interesados en utilizar el M1 para aliviar la producción del Mk. II en Gran Bretaña, pero después de recibir el primer lote cancelaron la orden. En abril de 1942, los británicos enviaron un Mk. II a los Estados Unidos para que los ingenieros estudiasen las diferencias entre ese modelo y el M1, siendo la principal diferencia que la versión británica utilizaba una recámara relativamente más corta.
Los Estados Unidos no aceptaron modificar la recámara de su versión, aunque realizaron otras modificaciones diferentes y crearon el M2, que seguía siendo tan poco confiable como su antecesor. A fines de 1942, el USAAC tenía 40 millones de municiones almacenadas, pero los cañones seguían teniendo numerosos problemas. La US Navy también trató de convertir sus ametralladoras a cañones de 20 mm durante toda la guerra, pero la conversión nunca sucedió.
Mientras tanto, los británicos ya no estaban interesados en la versión estadounidense, ya que el aumento de sus niveles de producción había solucionado la escasez de estas armas. Los británicos mejoraron el arma hasta crear el Hispano Mk. V, que era más corto, ligero y poseía una mayor cadencia de disparo al costo de una velocidad de boca un poco menor. Los norteamericanos también aplicaron estas modificaciones con el M3, pero los problemas con la confiabilidad del arma continuaron. Terminada la Segunda Guerra Mundial, la USAF (Fuerza Aérea de los Estados Unidos) adoptó una versión de su cañón M3 denominada M24, que era similar en casi todos los aspectos salvo por el uso de un mecanismo de ignición eléctrico.
En la postguerra, los HS.404 y sus diferentes variantes continuaron siendo utilizados en Cazas a reacción de primera generación, pero fueron reemplazados a mediados de la década de 1950 debido a la introducción de diversos cañones revólver basados en el Mauser MG 213 alemán. Los británicos introdujeron el cañón cañón ADEN de 30 mm, mientras que los franceses utilizaron un arma muy similar denominada DEFA, también de 30 mm. La USAF introdujo el cañón revólver M39 de 20 mm como reemplazo del M24, en tanto que la US Navy combinó el diseño original del Hispano-Suiza con una munición más ligera para crear el Colt Mk 12.
El último avión en incorporar Hispano-Suiza HS.404 fue el FMA IA-58 Pucará ya que al momento del diseño y producción de dicha aeronave se contaba en Argentina con un gran stock de cañones HS.404 Mk V sin uso que se compraron para equipar al I.Ae. 33 Pulqui II (caza que finalmente no pasó la etapa de prototipo) y a pesar de su lenta cadencia de fuego para los estándares modernos se consideró al cañón de rendimiento aceptable para la misión COIN que desarrollaría el avión.
Asimismo muchos derivados del Hispano-Suiza fueron utilizados (en parte para aprovechar un importante stock remanente que muchos países poseían o su económico precio) para montajes AA de punto en distintas configuraciones de uno o varios cañones en tandem, función en la que fue producido hasta la década del 70, y en la que aún se desempeña en diversas naciones.

## Usuarios
Argentina
 Fuerza Aérea Argentina Mk. II / Mk. V
- I.Ae. 24 Calquín Mk. II
- I.Ae. 33 Pulqui II - prototipo - Mk. V
- FMA IA-58 Pucará (versión del Hispano-Suiza localmente conocida como HS.804, en realidad son HS.404 Mk V originalmente adquiridos para equipar a los Pulqui II)

 España
 Ejército del Aire HS.404/408
- Hispano Aviación HA-1112

 Francia
 Armée de l'air HS.404
- Morane-Saulnier M.S.406
- Potez 63
- Bloch MB.152
- Breguet 693
- Dewoitine D.520
- Lioré et Olivier LeO 45

 Reino Unido
 Real Fuerza Aérea británica Mk. I
- Westland Whirlwind

 Real Fuerza Aérea británica Mk. II
- Blackburn Firebrand
- Bristol Beaufighter
- CAC Boomerang
- de Havilland Mosquito
- Fairey Firefly
- Gloster Meteor
- Hawker Hurricane
- Hawker Typhoon
- Supermarine Spitfire

 Real Fuerza Aérea británica Mk. V
- Bristol Brigand
- de Havilland Hornet y Sea Hornet.
- de Havilland Vampire
- de Havilland Venom y Sea Venom.
- Hawker Fury y Sea Fury.
- Hawker Sea Hawk
- Hawker Tempest
- Supermarine Attacker
- Supermarine Seafang
- Supermarine Spiteful
- Westland Wyvern

 Estados Unidos
 USAAF M1 y M2
- Bell P-400 (versión de exportación del P-39).
- Boeing B-29 Superfortress
- Lockheed P-38 Lightning
- Northrop P-61 Black Widow
- Chance Vought F4U-1C Corsair

 USAAF M3
- Chance Vought F4U-4B Corsair y todas las versiones siguientes.
- Chance Vought F7U Cutlass

 USAAF T31
- Martin AM Mauler
- Douglas A2D Skyshark

 USAAF M24
- Convair B-36
- Northrop F-89C Scorpion

 Yugoslavia
 Real Fuerza Aérea Yugoslava HS.404
- Rogožarski IK-3